# Cephalaria alpina
Cephalaria alpina, comúnmente denominada cefalaria amarilla, escabiosa alpina o escabiosa amarilla, es una especie de planta de flor de la familia Caprifoliaceae nativa de los Alpes en Europa.

## Descripción
Cephalaria alpina es una planta herbácea ramificada perenne que mide de 60 a 100 cm de alto. Su largo tallo es piloso, sus hojas pecioladas y dentadas miden de 9 a 12 mm de ancho, y en su faz inferior poseen una densa pelambre. Presenta inflorescencias con forma de bola de color amarillo claro en el extremo de los tallos. La floración abarca de junio a agosto.

## Distribución y hábitat
La especie se encuentra en los sectores este y oeste de los Alpes, en la zona norte de los Apeninos y en el Jura suizo. Prefiere suelos ricos en nutrientes y caliza en elevaciones de 1000 a 1500 m s. n. m.
En Australia ha sido declarada una maleza.

## Ecología
Sus flores son visitadas por el abejorro de cola banca (Bombus lucorum) y Bombus cryptarum.